# Mystus
Mystus är ett släkte av fiskar. Mystus ingår i familjen Bagridae.

## Dottertaxa tillMystus, i alfabetisk ordning[1]
- Mystus abbreviatus
- Mystus alasensis
- Mystus albolineatus
- Mystus ankutta
- Mystus armatus
- Mystus armiger
- Mystus atrifasciatus
- Mystus bimaculatus
- Mystus bleekeri
- Mystus bocourti
- Mystus canarensis
- Mystus carcio
- Mystus castaneus
- Mystus cavasius
- Mystus chinensis
- Mystus cineraceus
- Mystus elongatus
- Mystus falcarius
- Mystus gulio
- Mystus horai
- Mystus impluviatus
- Mystus keletius
- Mystus leucophasis
- Mystus malabaricus
- Mystus montanus
- Mystus multiradiatus
- Mystus mysticetus
- Mystus nigriceps
- Mystus oculatus
- Mystus pelusius
- Mystus pulcher
- Mystus punctifer
- Mystus rhegma
- Mystus rufescens
- Mystus seengtee
- Mystus singaringan
- Mystus tengara
- Mystus vittatus
- Mystus wolffii